# Fluorosis dental
La fluorosis dental es una anomalía de la cavidad oral, en especial de las piezas dentales,  es una hipoplasia o hipomaduración del esmalte o dentina producida por la ingestión crónica o excesiva de fluoruro durante el período de formación del diente.

## Historia
En 1916 G.V. Black y F. McKay, describieron por primera vez bajo el término de esmalte moteado un tipo de hipoplasia del esmalte. Aunque se sabe que hubo referencias anteriores en la bibliografía, Black y McKay reconocieron que ésta lesión tiene una distribución geográfica e incluso sugirieron que era causada por alguna sustancia que contiene el agua, pero no fue sino hasta 1930-40 que se demostró que el agente causal era el fluoruro.

## Causa
En la actualidad se sabe que la ingestión de agua potable, que contiene fluoruro, durante la época de formación dental puede dar lugar a un esmalte moteado. La intensidad de dicho moteado aumenta según la cantidad de fluoruro que contenga el agua. De este modo, hay un moteado mínimo de poca importancia clínica cuando el agua contiene un nivel menor de 0,9 a 1 partes por millón de fluoruro que se vuelva más notorio cuando el nivel es mayor.

## Patogenia
Esta hipoplasia se debe a la alteración que sufren los ameloblastos durante la etapa formativa del desarrollo dental, que afecta a la formación de la matriz del esmalte, así como a su calcificación. La naturaleza exacta de la lesión se desconoce, pero hay manifestación histológica de daño celular; es probable que el producto celular, la matriz del esmalte, esté defectuoso o deficiente; también se ha mostrado que mayores niveles de fluoruro obstruyen el proceso de calcificación de la matriz.

## Cuadro clínico
Dependiendo del nivel de fluoruro en el agua, el aspecto de los dientes moteados, puede variar:
1) Cambios caracterizados por manchas de color blanco en el esmalte,
2) Cambios moderados manifestados por áreas opacas blancas que afectan más el área de la superficie dental.
3) Cambios moderado e intensos que muestran formación de fosetas y coloración parda de la superficie e incluso:
4) Apariencia corroída.
Los dientes afectados moderada o intensamente pueden mostrar tendencia a desgastar, e incluso fracturar, el esmalte. Algunos estudios demuestran que estos dientes presentan dificultades para sostener las restauraciones dentales.
Para prevenir la aparición de fluorósis, en Europa está prohibida la comercialización de dentífricos con más de 1500 ppm de flúor. Además los dentífricos con más de 1000 ppm de flúor han de ser de uso exclusivo para adultos o bien incluir una advertencia de seguridad en su etiquetado.[cita requerida]

## Diagnóstico diferencial
El diagnóstico diferencial incluye:

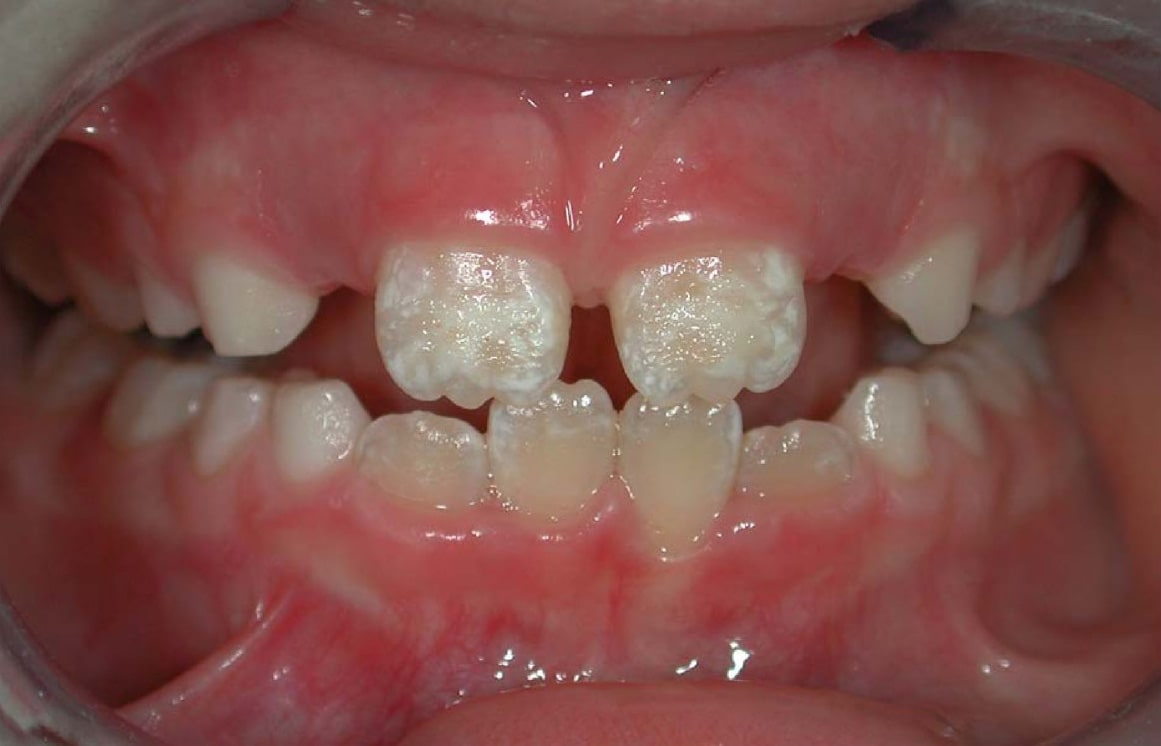
Hipoplasia del esmalte dental causada por la enfermedad celíaca no tratada: estas lesiones dentales son normalmente confundidas con una fluorosis dental.

- Lesiones del esmalte dental causadas por una enfermedad celíaca no diagnosticada o tardíamente tratada. Por lo general, se trata de lesiones simétricas: si aparecen en el diente/molar derecho, también lo hacen en su opuesto al lado izquierdo. Consisten en decoloración (manchas blancas, amarillas o marrones), esmalte débil, bandas o picaduras del esmalte, o dientes translúcidos. Pueden constituir el único signo que indique la presencia de la enfermedad celíaca, en ausencia de síntomas digestivos o de otro tipo. La gran mayoría de los dentistas desconocen su relación con la enfermedad celíaca y las atribuyen por error a una fluorosis, a que la madre tomó tetraciclina o a otras causas.[2][3][4][5]
- Algunas formas leves de amelogénesis imperfecta.
- Defectos del esmalte causados por infección de un elemento dentario temporal antecesor.
- Caries incipiente.

## Tratamiento
El esmalte moteado con frecuencia se mancha de un desagradable y antiestético color pardo. Por razones estéticas es práctico el blanqueamiento con un agente como el peróxido de hidrógeno pero manejado por un experto bucal. Este procedimiento con frecuencia es eficaz (dependiendo del grado de fluorosis); sin embargo debe realizarse periódicamente, ya que los dientes continúan manchándose. Una solución más definitiva es un tratamiento protésico, es decir coronas o preferiblemente carillas estéticas dentales de cerámica dental.